# Príslop (1070 m)
Príslop (1070 m) – szczyt w Wielkiej Fatrze na Słowacji.
Znajduje się w długim grzbiecie tworzącym lewe zbocza Ľubochniańskiej Doliny (Ľubochnianska dolina), pomiędzy przełęczą Sedlo Príslop (935 m) i szczytem Nižná Lipová (1162 m). W kierunku południowo-wschodnim stoki Príslopu opadają ku mocno rozgałęzionej dolince Baznitá, która koło leśniczówki Salatín uchodzi do Doliny Lubochniańskiej. Stoki zachodnie i południowo-zachodnie opadają do doliny o nazwie Veľka dolina.
Słowo príslop jest wołoskiego pochodzenia i oznacza przełęcz, przejście w górach. W języku polskim jego odpowiednikiem jest słowo przysłop lub przysłup. Na Słowacji nazwę príslop noszą liczne przełęcze, ale czasami kartografowie poprzesuwali tę nazwę również na szczyty, wskutek czego zdarzają się także szczyty noszące nazwę príslop.
Príslop jest porośnięty lasem, ale na jego zachodnich stokach znajdują się dawne hale pasterskie. Grzbietem Príslopu biegnie granica Parku Narodowego Wielka Fatra – należą do niego stoki wschodnie opadające do dna Doliny Lubochniańskiej.

## Turystyka
Przez Príslop i grzbietem nad Ľubochnianską doliną prowadzi czerwony szlak turystyczny (Magistala Wielkofatrzańska). Omija szczyt Príslopu trawersując jego zachodnie stoki (zarastające hale pasterskie).
  Ľubochnianske sedlo – Tlstý – Vyšne Rudno – Sedlo Príslop – Chládkové – Kľak – Vyšná Lipová – Jarabiná – Malý Lysec – Štefanová – Javorina – Šoproň – Chata pod Borišovom. Odległość 24,1 km, suma podejść 1850 m, suma zejść 1350 m, czas przejścia 9:05 h, z powrotem 8:30 h.